# Protoma
Protoma là một chi ốc biển, là động vật thân mềm chân bụng sống ở biển trong họ Turritellidae.

## Các loài
Các loài trong chi Protoma gồm có:
- Protoma knockeri Baird, 1870[2]